# Lorraine De Selle
| Lorraine De Selle                         | Lorraine De Selle                         |
| Kattints az alábbi külső linkek egyikére! | Kattints az alábbi külső linkek egyikére! |
| ----------------------------------------- | ----------------------------------------- |
| Nem található szabad kép.(?)              |                                           |
| külső link · jogvédett                    | „A ház a park szélén” c. filmben (1980)   |

Lorraine De Selle, eredetileg Lorraine De Selle Du Réal (Milánó 1951. augusztus 13. –) ausztrál–francia származású, francia állampolgárságú olasz színésznő és filmproducer. Erotikus filmszerepeivel szerzett hírnevet, majd 1984 óta mainstream filmek sikeres producereként, rendezőjeként és forgatókönyv-írójaként érvényesül.

## Élete

### Ifjúsága
Ausztráliai anya és francia apa gyermekeként született Milánóban. 16 éves korában szüleivel Ausztráliába költözött, itt élt 1974-ig. Az Australian Women’s Weekly magazinnál és egy kisebb televíziós társaságnál dolgozott hírszerkesztő-riporterként. 24 évesen hazatért Olaszországba.  Egyes internetes források más születési dátumot (1950. november 30.) és más születési helyeket (Ausztrália és Párizs) is közölnek.

### Erotikus szerepekben
Az 1970-es közepén újságírói munkát vállalt egy olaszországi hírügynökségnél, de szinte azonnal fotómodellként kezdett dolgozni. Egy ilyen munka során figyelt fel rá 1975-ben Fabio Piccioni, aki erotikus filmeket rendezett. Nyomban felajánlott De Selle számára egy apró, meztelen mellékszerepet a La Studentessa c. erotikus filmvígjátékban, amely a következő évben, 1976-ban került a mozikba.
Az intelligens és képzett De Selle úgy ítélte, az 1970-es években fénykorát élő olasz filmvígjátékokban hírnevet szerezhet magának. Belevetette magát a pikáns vígjátéki szerepekbe annak ellenére, hogy alapjában komolytalannak tartotta a műfajt. Rendkívül finom megjelenése, vonzó alkata és színjátszó tehetsége miatt a közönség hamarosan megkedvelte. A filmforgató stábok viszont nem szerettek vele dolgozni. A felvételek szüneteiben kelletlenül viselkedett, megrontotta a forgatások légkörét. Hamarosan rossz híre lett, beskatulyázták, mint őszintétlen, rátarti és kellemetlen természetű nőszemélyt. Kisebb szerepeknél nem jutott feljebb, ilyenekre viszont sűrűn igénybe vették. 1977-ben Joe D’Amato, az olasz erotikus filmek mestere újabb alig-szerepet adott neki az Emanuelle in America c. filmben, egy közös meztelen jelenetben Laura Gemserrel, aki ekkor már világszerte ismert szex-sztár volt, az ő hírneve ismertséget hozott Lorraine-nek is.
1977-ben Bruno Mattei rendező (1931–2007) fontos szerepet kínált neki KZ9 - Lager di Sterminio (Megsemmisítőtábor) című akciófilmben, amely a foglyok testi alávetését, megalázását mutatja be A film egy sötét világot mutat be, ahol a szex és az erőszak uralkodik, Lorraine egy náci tiszt (fogolyból lett) szeretőjét alakítja. Drámai szerepben bizonyíthatta képességeit. Hamarosan újabb, egyre komolyabb szerepet kapott. Mario Monicelli szerepeltette Utazás Anitával című 1979-es filmjében. Ezzel párhuzamosan az erotikus szerepekkel sem hagyott fel, jól kamatoztatta valóban vonzó testi adottságait is.
A „film noir”-ban is hírnevet szerzett olyan szerepeivel, mint Ruggero Deodato Ház a park szélén című bűnügyi akció-thrillere, amelyben a high society tagjai és a társadalom legalján élő csavargók megtalálják a közös platformot, az útjukba kerülő nők szexuális kizsákmányolását. Kritikusok megírták, hogy Lorraine a gyengébb karakterű szerepekben is kiváló minőségű, megbízható alakítást nyújt. A Vacanze per un massacro (angol nyelvterületen Madness) című erotikus akciófilmben sokkal emlékezetesebb és értékesebb alakítást nyújtott, mint a hangsúlyosra alakított, sztárolt férfi főszereplők.
Egyik főszereplője volt a (maga korában) nagy felzúdulást kiváltó Cannibal Ferox című horrorfilmnek (1981), ahol Umberto Lenzi rendező a transzgresszió korai mintafilmjét alkotta meg: minden hallgatólagos konvenciót áthágva durván, leplezetlenül és részletesen kínzást, testi erőszakot, csonkításokat mutat be, átlátszó társadalomkritikai alibi-történetbe csomagolva. Bruno Mattei rendezőnek még két további filmjében szerepelt, mindkettő egy női börtönben játszódik, ahol Lorraine de Selle szadista börtönőrként gyötri Laura Gemsert, a (természetesen ártatlanul bezárt) újságírónőt.

### Producerként
A színészi munka nem elégítette ki. 1984-ben felhagyott a filmszerepléssel. A televízióban még vállalt néhány kisebb fellépést 1985-ben és 1986-ban. Élettársával, Gianni Hechttel együtt belevágott a produkciós iparba. Hecht külön leányvállalatot alapított számára saját cége függelékeként. Lorraine De Selle sikerei olyan fejlődést hoztak, hogy a két céget hamarosan egyesítették, létrehozva a Junior Film International vállalatot.
2010-től Lorraine De Selle elismert üzletasszony és sikeres filmproducer, mozi- és televíziós filmeket készít. Nem tagadja le, de nem beszél szívesen erotikus filmszínésznői múltjáról. Úgy nyilatkozik, hogy sohasem nézett meg olyan filmet, amelyben ő szerepel. 2009-ben önállóan rendezett egy tévéfilmet, Hemingway a Venezia (Hemingway Velencében) címmel, ennek címszerepére Ivo Garrani olasz szinkronszínészt választotta. Újabb produkcióit Micol Palluccával és a Fidia Film vállalattal készíti.

## Filmjei
Színésznőként
- 1976 : La Studentessa / Sweet Sixteen; névtelene mellékszereplő
- 1976 : Noi siam come le lucciole
- 1977 : Emanuelle in America; Gemini (Laura Gemserrel)
- 1977 : KZ9 - Lager di Sterminio; Maria Black
- 1978 : Nero veneziano / Die Wiege des Teufels; Christine barátnője
- 1979 : I contrabbandieri di Santa Lucia; Lorraine
- 1979 : Return of the Saint, tévésorozat; Maria
- 1979 : Il ginecologo della mutua; Mara szeretője
- 1979 : Utazás Anitával / Viaggio con Anita; Jennifer (Goldie Hawnnal, Claudine Auger-val)
- 1979 : Gardenia, il giustiziere della mala; Consuelo
- 1979 : Una donna di notte / A woman in the night; Bianca Maria
- 1979 : La liceale seduce i professori, filmvígjáték; Fedora (Lino Banfival és Gloria Guidával)
- 1979 : Tre sotto il lenzuolo, (Andrea felesége)
- 1979 : Hová mész nyaralni? / Dove vai in vacanza?; lány a telefonnál (Ugo Tognazzival, Stefania Sandrellivel)
- 1980 : Vacanze per un massacro; Paola
- 1980 : Sam és Sally (Sam et Sally); tévésorozat; Laura
- 1980 : Ház a park szélén (La casa sperduta nel parco), horrorfilm; Gloria,[13]
- 1981 Történet – szöveg nélkül / Storia senza parole
- 1981 Cannibal ferox; Gloria Davis
- 1982 : Violenza in un carcere femminile / Emanuelle Reports from a Women’s Prison (főfoglár), Laura Gemserrel
- 1983 : Emanuelle fuga dall’inferno / Emanuelle Escapes from Hell, (főfoglár), Laura Gemserrel
- 1983 : Ophiria, tévésorozat
- 1984 : Il santo, tévésorozat; Marie
- 1984 : Wild beasts / Belve feroci; Laura Schwarz
- 1985 : Caccia al ladro d’autore, tévésorozat; Maffei nővére
- 1989 : Rally, tévésorozat; Giorgia Islenghi

Producerként
- 1987 : Senki nem tér vissza (Nessuno torna in dietro), tévésorozat
- 1999 : In punta di cuore, tévéfilm
- 2002–2008 : Carabinieri, tévésorozat
- 2005 : Carabinieri: Sotto copertura, tévéfilm
- 2006 : La sacra famiglia, tévéfilm
- 2007 Un dottore quasi perfetto, tévéfilm
- 2009 : Emlékek tava (Al di là del lago), tévésorozat
- 2009 : L’oro di Cuba, TV-dokumentumfilm
- 2011 : A gyémánt angyalai (Angeli & Diamanti), tévésorozat

Egyéb
- 1987 : Forgatókönyvíróként: Egy ausztrál lány szerelme Rómában (Un’australiana a Roma), TV-film, fősz.: Nicole Kidman
- 2009 : Rendezőként: Hemingway Velencében (Hemingway a Venezia), TV-film, fősz.: Ivo Garrani